# Charles-Georges Le Roy
Charles-Georges Le Roy o Leroy (Parigi, 11 luglio 1723 – Parigi, 11 novembre 1789) è stato un enciclopedista francese.
Le Roy era fu tenente di caccia reale e un amico degli enciclopedisti Diderot, d'Alembert e d'Holbach, frequentando regolarmente il salone di Holbach.
Le pubblicazioni di Le Roy comprendono dei testi sul comportamento e sulla sensibilità degli animali, pubblicati sotto il suo pseudonimo "il medico di Norimberga", contenuti nell'Encyclopédie méthodique.